# Robert Sutton Harrington

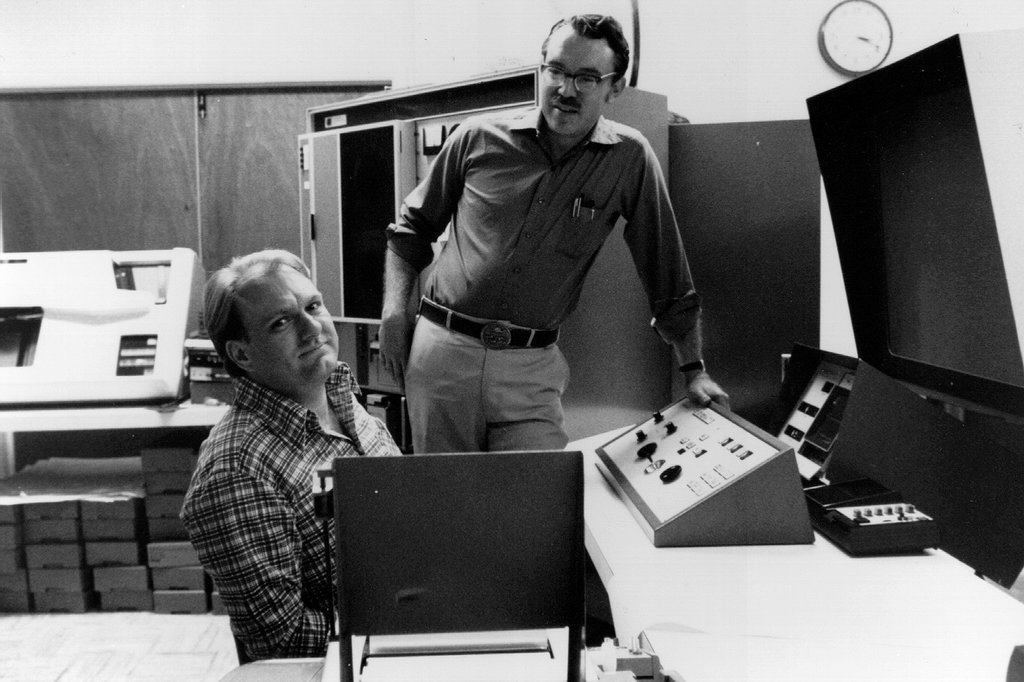
James W. Christy y Robert Harrington (derecha) en 1978.

Robert Sutton Harrington (21 de octubre de 1942 - 23 de enero de 1993) fue un astrónomo estadounidense que trabajó en el Observatorio Naval de los Estados Unidos (USNO). Harrington nació cerca de Newport News, Virginia. Su padre era un arqueólogo y se casó con Betty Jean-Maycock en 1976, con quien tuvo dos hijas, Amy y Ann.
Harrington estaba convencido de la existencia de un Planeta X más allá de Plutón, y dedicó gran parte de su tiempo en buscarlo, aunque hasta la fecha no exista ninguna prueba definitiva de la existencia de un noveno planeta.
Harrington murió de cáncer de esófago en 1993. El asteroide (3216) Harrington fue nombrado así en su honor.